# 大切な人を想うとき
『大切な人を想うとき』（たいせつなひとをおもうとき 、原題：어멍 Eomung　）は、2019年の韓国映画 。

## ストーリー
映画の脚本家デビューを目指すも鳴かず飛ばずのユルは、自分の夢を利用される形で詐欺に遭ってしまい、済州島の実家に戻ることに。そんな中、ベテラン海女である母・スクジャが末期癌を患っていることを突然聞かされたのだった。母親の世話をするためにユルは実家に留まるが、いつまでもユルが心配な母親と喧嘩ばかり…。「好きに生きたい」と海女の仕事を続けるスクジャは、ユルに内緒である決断をしていた。

## キャスト
- ムン・ヒギョン
- オ・ソンウク
- キム・ウンジュ
- ヨム・ジョンフン
- キム・ミンギョン